# Gnetum urens
Gnetum urens là một loài thực vật hạt trần trong họ Gnetaceae. Loài này được Aubl. Blume mô tả khoa học đầu tiên năm 1834.